# Mazinho
Iomar do Nascimento známý jako Mazinho (* 8. duben 1966, Santa Rita) je bývalý brazilský fotbalista. Nastupoval povětšinou na postu defenzivního záložníka.
V brazilské reprezentaci působil v letech 1989-1994 a odehrál 35 utkání. Stal se s ní mistrem světa roku 1994. Na tomto šampionátu nastoupil v šesti utkáních. Hrál též na mistrovství světa v Itálii roku 1990. Získal stříbrnou medaili na olympijských hrách v Soulu roku 1988, byť na závěrečném turnaji nenastoupil.
 Roku 1989 vyhrál mistrovství Jižní Ameriky (Copa América).
Třikrát vyhrál brazilskou ligu, jednou s Vasco da Gama (1989), dvakrát s Palmeiras (1993, 1994).